# Beardmore W.B.VI
Beardmore W.B.VI là một loại máy bay ném bom ngư lôi hai tầng cánh, một động cơ của Anh trong Chiến tranh thế giới I, do hãng Beardmore phát triển.

## Tính năng kỹ chiến thuật
Dữ liệu lấy từ 
Đặc điểm tổng quát
- Kíp lái: 1
- Chiều dài: 34 ft  in ( m)
- Sải cánh: 53 ft 6.5 in ( m)
- Chiều cao: 12 ft 6 in ( m)
- Diện tích cánh: 795 ft2 ( m2)
- Trọng lượng rỗng: 3.027 lb ( kg)
- Trọng lượng có tải: 5.637 lb ( kg)
- Động cơ: 1 × Rolls-Royce Eagle, 350 hp ( kW)

Hiệu suất bay
- Vận tốc hành trình: 102 mph ( km/h)
- Thời gian bay: 3 giờ

Vũ khí trang bị
- 1x ngư lôi